# Gudo (plaats in Indonesië)
Gudo is een bestuurslaag in het regentschap Jombang van de provincie Oost-Java, Indonesië. Gudo telt 2450 inwoners (volkstelling 2010).